# Salvador Vergara
Salvador Vergara Larralde, llamado Vergara II (Echalar, Navarra, 19 de mayo de 1952), es un exjugador español de pelota vasca en la modalidad de mano. Hermano del también pelotari, Marcelino Vergara, conocido como Vergara I.
Salvador Vergara debutó en profesionales en el año 1973 y en 1992 fichó por Asegarce donde estuvo jugando hasta agosto de 1993, año en el que una lesión de rodilla le obligó a abandonar las canchas.
En esos 20 años consiguió varios títulos entre los que destacan tres Campeonatos por parejas en 1985, 1986 y 1992,y dos subcampeonatos en 1981 y 1990.
Como dato curioso de su carrera profesional, hay que destacar el total de partidos que jugó, 2.180. Esta cifra arroja un promedio de 109 partidos al año, dato que podría suponer un récord en la historia de la pelota.
Desde que en 1993 dejara la actividad profesional como pelotari, Vergara es director técnico de Asegarce y es el responsable de la supervisión de todos los entrenamientos de los pelotaris además de participar en las decisiones sobre las incorporaciones de nuevos valores a la plantilla de la empresa.

## Finales de mano parejas
| Año     | Campeones                  | Subcampeones                 | Tanteo | Frontón |
| ------- | -------------------------- | ---------------------------- | ------ | ------- |
| 1980-81 | García Ariño IV - Maiz II  | Vergara II - Martinikorena   | 22-13  | Anoeta  |
| 1984-85 | Vergara II - Martinikorena | Oreja III - Galarza III      | 22-18  | Anoeta  |
| 1985-86 | Vergara II - Martinikorena | Alustiza - Tolosa            | 22-15  | Anoeta  |
| 1989-90 | Retegi II - Errandonea     | Vergara II - Etxenagusia (1) | 22-3   | Anoeta  |
| 1991-92 | Vergara II - Arretxe       | Unanue - Zezeaga             | 22-18  | Ogueta  |

(1) Etxenagusia sustituyó en la final a Maiz II por gripe de este último.
- Datos: Q3755055